# Semaine internationale Coppi et Bartali 2015
La 30e édition de la Semaine internationale Coppi et Bartali a eu lieu du 26 au 29 mars 2015. La course fait partie du calendrier UCI Europe Tour 2015 en catégorie 2.1.
Elle a été remportée par le Sud-Africain Louis Meintjes (MTN-Qhubeka), vainqueur de la quatrième étape, deux secondes devant le Britannique Ben Swift (Sky), lauréat de la cinquième étape, et 46 sur le Croate Matija Kvasina (Felbermayr Simplon Wels).
Swift remporte le classement par points et le Slovène Primož Roglič (Adria Mobil) celui de la montagne. L'Italien Simone Petilli (Unieuro Wilier) gagne le classement du meilleur jeune alors que la formation britannique Sky termine meilleure équipe.

## Présentation

### Équipes
Classée en catégorie 2.1 de l'UCI Europe Tour, la Semaine internationale Coppi et Bartali est par conséquent ouverte aux WorldTeams dans la limite de 50 % des équipes participantes, aux équipes continentales professionnelles, aux équipes continentales et aux équipes nationales.
Vingt-cinq équipes participent à cette Semaine internationale Coppi et Bartali - une WorldTeam, dix équipes continentales professionnelles, treize équipes continentales et une équipe nationale :
| UCI WorldTeam   | UCI WorldTeam | UCI WorldTeam |
| Nom de l'équipe | Pays          | Code          |
| --------------- | ------------- | ------------- |
| Sky             | Royaume-Uni   | SKY           |

| Équipes continentales professionnelles | Équipes continentales professionnelles | Équipes continentales professionnelles |
| Nom de l'équipe                        | Pays                                   | Code                                   |
| -------------------------------------- | -------------------------------------- | -------------------------------------- |
| Androni Giocattoli                     | Italie                                 | AND                                    |
| Bardiani CSF                           | Italie                                 | BAR                                    |
| CCC Sprandi Polkowice                  | Pologne                                | CCC                                    |
| Colombia                               | Colombie                               | COL                                    |
| Drapac                                 | Australie                              | DPC                                    |
| MTN-Qhubeka                            | Afrique du Sud                         | MTN                                    |
| Nippo-Vini Fantini                     | Italie                                 | NIP                                    |
| RusVelo                                | Russie                                 | RVL                                    |
| Southeast                              | Italie                                 | STH                                    |
| Topsport Vlaanderen-Baloise            | Belgique                               | TSV                                    |

| Équipes continentales   | Équipes continentales | Équipes continentales |
| Nom de l'équipe         | Pays                  | Code                  |
| ----------------------- | --------------------- | --------------------- |
| Adria Mobil             | Slovénie              | ADR                   |
| Amore & Vita-Selle SMP  | Ukraine               | AMO                   |
| D'Amico Bottecchia      | Italie                | AZT                   |
| Dukla Praha             | Tchéquie              | ADP                   |
| Felbermayr Simplon Wels | Autriche              | RWS                   |
| GM                      | Italie                | GMC                   |
| Idea 2010 ASD           | Italie                | IDE                   |
| Meridiana Kamen         | Croatie               | MKT                   |
| MG.Kvis-Vega            | Italie                | VHS                   |
| Movistar Team América   | Colombie              | MOT                   |
| Roth-Škoda              | Suisse                | ROT                   |
| Trefor-Blue Water       | Danemark              | TBW                   |
| Unieuro Wilier          | Italie                | UNI                   |

| Équipe nationale          | Équipe nationale | Équipe nationale |
| Nom de l'équipe           | Pays             | Code             |
| ------------------------- | ---------------- | ---------------- |
| Équipe nationale d'Italie | Italie           | ITA              |

## Étapes
| Étape      | Date    | Villes étapes                      |                              | Distance (km) | Vainqueur d’étape       | Leader du classement général |
| ---------- | ------- | ---------------------------------- | ---------------------------- | ------------- | ----------------------- | ---------------------------- |
| 1rea étape | 26 mars | Gatteo - Gatteo                    | Étape de plaine              | 101,8         | Manuel Belletti         | Manuel Belletti              |
| 1reb étape | 26 mars | Gatteo a Mare - Gatteo             | Contre-la-montre par équipes | 13,3          | CCC Sprandi Polkowice A | Davide Rebellin              |
| 2e étape   | 27 mars | Cesenatico - Sogliano al Rubicone  | Étape vallonnée              | 153,8         | Ben Swift               | Ben Swift                    |
| 3e étape   | 28 mars | Calderara di Reno - Crevalcore     | Étape de plaine              | 170,1         | Francesco Chicchi       | Ben Swift                    |
| 4e étape   | 29 mars | Pavullo nel Frignano - Roccapelago | Étape vallonnée              | 141,3         | Louis Meintjes          | Louis Meintjes               |

## Déroulement de la course

### 1rea étape
| Classement de l'étape | Classement de l'étape  | Classement de l'étape | Classement de l'étape | Classement de l'étape |
|                       | Coureur                | Pays                  | Équipe                | Temps                 |
| --------------------- | ---------------------- | --------------------- | --------------------- | --------------------- |
| 1er                   | Manuel Belletti        | Italie                | Southeast             | en 2 h 20 min 13 s    |
| 2e                    | Grega Bole             | Slovénie              | CCC Sprandi Polkowice | m.t                   |
| 3e                    | Patrick Clausen        | Danemark              | Trefor-Blue Water     | m.t                   |
| 4e                    | Asbjørn Kragh Andersen | Danemark              | Trefor-Blue Water     | m.t                   |
| 5e                    | Ben Swift              | Royaume-Uni           | Sky                   | m.t                   |
| 6e                    | Edwin Ávila            | Colombie              | Colombia              | m.t                   |
| 7e                    | Francesco Gavazzi      | Italie                | Southeast             | m.t                   |
| 8e                    | Davide Viganò          | Italie                | Idea 2010 ASD         | m.t                   |
| 9e                    | Daniele Colli          | Italie                | Nippo-Vini Fantini    | m.t                   |
| 10e                   | Simone Ponzi           | Italie                | Southeast             | m.t                   |
| modifier              |                        |                       |                       |                       |

| Classement général | Classement général     | Classement général | Classement général    | Classement général |
|                    | Coureur                | Pays               | Équipe                | Temps              |
| ------------------ | ---------------------- | ------------------ | --------------------- | ------------------ |
| 1er                | Manuel Belletti        | Italie             | Southeast             | en 2 h 20 min 7 s  |
| 2e                 | Grega Bole             | Slovénie           | CCC Sprandi Polkowice | + 2 s              |
| 3e                 | Patrick Clausen        | Danemark           | Trefor-Blue Water     | + 4 s              |
| 4e                 | Asbjørn Kragh Andersen | Danemark           | Trefor-Blue Water     | + 6 s              |
| 5e                 | Ben Swift              | Royaume-Uni        | Sky                   | + 6 s              |
| 6e                 | Edwin Ávila            | Colombie           | Colombia              | + 6 s              |
| 7e                 | Francesco Gavazzi      | Italie             | Southeast             | + 6 s              |
| 8e                 | Davide Viganò          | Italie             | Idea 2010 ASD         | + 6 s              |
| 9e                 | Daniele Colli          | Italie             | Nippo-Vini Fantini    | + 6 s              |
| 10e                | Simone Ponzi           | Italie             | Southeast             | + 6 s              |
| modifier           |                        |                    |                       |                    |

### 1reb étape
| Classement de l'étape | Classement de l'étape       | Classement de l'étape | Classement de l'étape |
|                       | Équipe                      | Pays                  | Temps                 |
| --------------------- | --------------------------- | --------------------- | --------------------- |
| 1re                   | CCC Sprandi Polkowice A     | Pologne               | en 14 min 49 s        |
| 2e                    | Sky A                       | Royaume-Uni           | + 1 s                 |
| 3e                    | MTN-Qhubeka A               | Afrique du Sud        | + 4 s                 |
| 4e                    | Androni Giocattoli A        | Italie                | + 8 s                 |
| 5e                    | Colombia A                  | Colombie              | + 9 s                 |
| 6e                    | RusVelo A                   | Russie                | + 11 s                |
| 7e                    | Trefor-Blue Water A         | Danemark              | + 16 s                |
| 8e                    | Équipe nationale d'Italie A | Italie                | + 17 s                |
| 9e                    | Idea 2010 ASD A             | Italie                | + 19 s                |
| 10e                   | CCC Sprandi Polkowice B     | Pologne               | + 20 s                |
| modifier              |                             |                       |                       |

| Classement général | Classement général         | Classement général | Classement général    | Classement général |
|                    | Coureur                    | Pays               | Équipe                | Temps              |
| ------------------ | -------------------------- | ------------------ | --------------------- | ------------------ |
| 1er                | Davide Rebellin            | Italie             | CCC Sprandi Polkowice | en 2 h 35 min 2 s  |
| 2e                 | Tomasz Kiendyś             | Pologne            | CCC Sprandi Polkowice | + 0 s              |
| 3e                 | Jarosław Marycz            | Pologne            | CCC Sprandi Polkowice | + 0 s              |
| 4e                 | Adrian Kurek               | Pologne            | CCC Sprandi Polkowice | + 0 s              |
| 5e                 | Ben Swift                  | Royaume-Uni        | Sky                   | + 1 s              |
| 6e                 | Philip Deignan             | Irlande            | Sky                   | + 1 s              |
| 7e                 | Kanstantsin Siutsou        | Biélorussie        | Sky                   | + 1 s              |
| 8e                 | Louis Meintjes             | Afrique du Sud     | MTN-Qhubeka           | + 4 s              |
| 9e                 | Jacques Janse van Rensburg | Afrique du Sud     | MTN-Qhubeka           | + 4 s              |
| 10e                | Steve Cummings             | Royaume-Uni        | MTN-Qhubeka           | + 4 s              |
| modifier           |                            |                    |                       |                    |

### 2eétape
| Classement de l'étape | Classement de l'étape      | Classement de l'étape | Classement de l'étape     | Classement de l'étape |
|                       | Coureur                    | Pays                  | Équipe                    | Temps                 |
| --------------------- | -------------------------- | --------------------- | ------------------------- | --------------------- |
| 1er                   | Ben Swift                  | Royaume-Uni           | Sky                       | en 4 h 28 min 10 s    |
| 2e                    | Matija Kvasina             | Croatie               | Felbermayr Simplon Wels   | + 16 s                |
| 3e                    | Francesco Manuel Bongiorno | Italie                | Bardiani CSF              | + 21 s                |
| 4e                    | Valerio Agnoli             | Italie                | Équipe nationale d'Italie | + 57 s                |
| 5e                    | Carlos Quintero            | Colombie              | Colombia                  | + 57 s                |
| 6e                    | Francesco Gavazzi          | Italie                | Southeast                 | + 1 min 1 s           |
| 7e                    | Søren Kragh Andersen       | Danemark              | Trefor-Blue Water         | + 1 min 5 s           |
| 8e                    | Kanstantsin Siutsou        | Biélorussie           | Sky                       | + 1 min 7 s           |
| 9e                    | Louis Meintjes             | Afrique du Sud        | MTN-Qhubeka               | + 1 min 7 s           |
| 10e                   | Franco Pellizotti          | Italie                | Androni Giocattoli        | + 1 min 10 s          |
| modifier              |                            |                       |                           |                       |

| Classement général | Classement général         | Classement général | Classement général        | Classement général |
|                    | Coureur                    | Pays               | Équipe                    | Temps              |
| ------------------ | -------------------------- | ------------------ | ------------------------- | ------------------ |
| 1er                | Ben Swift                  | Royaume-Uni        | Sky                       | en 7 h 3 min 3 s   |
| 2e                 | Matija Kvasina             | Croatie            | Felbermayr Simplon Wels   | + 41 s             |
| 3e                 | Francesco Manuel Bongiorno | Italie             | Bardiani CSF              | + 54 s             |
| 4e                 | Carlos Quintero            | Colombie           | Colombia                  | + 1 min 15 s       |
| 5e                 | Kanstantsin Siutsou        | Biélorussie        | Sky                       | + 1 min 17 s       |
| 6e                 | Louis Meintjes             | Afrique du Sud     | MTN-Qhubeka               | + 1 min 20 s       |
| 7e                 | Valerio Agnoli             | Italie             | Équipe nationale d'Italie | + 1 min 23 s       |
| 8e                 | Franco Pellizotti          | Italie             | Androni Giocattoli        | + 1 min 27 s       |
| 9e                 | Søren Kragh Andersen       | Danemark           | Trefor-Blue Water         | + 1 min 30 s       |
| 10e                | Francesco Gavazzi          | Italie             | Southeast                 | + 1 min 35 s       |
| modifier           |                            |                    |                           |                    |

### 3eétape
| Classement de l'étape | Classement de l'étape  | Classement de l'étape | Classement de l'étape | Classement de l'étape |
|                       | Coureur                | Pays                  | Équipe                | Temps                 |
| --------------------- | ---------------------- | --------------------- | --------------------- | --------------------- |
| 1er                   | Francesco Chicchi      | Italie                | Androni Giocattoli    | en 3 h 33 min 5 s     |
| 2e                    | Manuel Belletti        | Italie                | Southeast             | m.t                   |
| 3e                    | Daniele Colli          | Italie                | Nippo-Vini Fantini    | m.t                   |
| 4e                    | Nicola Ruffoni         | Italie                | Bardiani CSF          | m.t                   |
| 5e                    | Bartłomiej Matysiak    | Pologne               | CCC Sprandi Polkowice | m.t                   |
| 6e                    | Rino Gasparrini        | Italie                | Unieuro Wilier        | m.t                   |
| 7e                    | Andrea Pasqualon       | Italie                | Roth-Škoda            | m.t                   |
| 8e                    | Asbjørn Kragh Andersen | Danemark              | Trefor-Blue Water     | m.t                   |
| 9e                    | Filippo Fortin         | Italie                | GM                    | m.t                   |
| 10e                   | Sonny Colbrelli        | Italie                | Bardiani CSF          | m.t                   |
| modifier              |                        |                       |                       |                       |

| Classement général | Classement général         | Classement général | Classement général        | Classement général |
|                    | Coureur                    | Pays               | Équipe                    | Temps              |
| ------------------ | -------------------------- | ------------------ | ------------------------- | ------------------ |
| 1er                | Ben Swift                  | Royaume-Uni        | Sky                       | en 10 h 36 min 8 s |
| 2e                 | Matija Kvasina             | Croatie            | Felbermayr Simplon Wels   | + 41 s             |
| 3e                 | Francesco Manuel Bongiorno | Italie             | Bardiani CSF              | + 54 s             |
| 4e                 | Carlos Quintero            | Colombie           | Colombia                  | + 1 min 15 s       |
| 5e                 | Kanstantsin Siutsou        | Biélorussie        | Sky                       | + 1 min 17 s       |
| 6e                 | Louis Meintjes             | Afrique du Sud     | MTN-Qhubeka               | + 1 min 20 s       |
| 7e                 | Valerio Agnoli             | Italie             | Équipe nationale d'Italie | + 1 min 23 s       |
| 8e                 | Franco Pellizotti          | Italie             | Androni Giocattoli        | + 1 min 27 s       |
| 9e                 | Søren Kragh Andersen       | Danemark           | Trefor-Blue Water         | + 1 min 30 s       |
| 10e                | Francesco Gavazzi          | Italie             | Southeast                 | + 1 min 35 s       |
| modifier           |                            |                    |                           |                    |

### 4eétape
| Classement de l'étape | Classement de l'étape      | Classement de l'étape | Classement de l'étape   | Classement de l'étape |
|                       | Coureur                    | Pays                  | Équipe                  | Temps                 |
| --------------------- | -------------------------- | --------------------- | ----------------------- | --------------------- |
| 1er                   | Louis Meintjes             | Afrique du Sud        | MTN-Qhubeka             | en 3 h 54 min 24 s    |
| 2e                    | Damiano Cunego             | Italie                | Nippo-Vini Fantini      | + 1 min 12 s          |
| 3e                    | Davide Rebellin            | Italie                | CCC Sprandi Polkowice   | + 1 min 12 s          |
| 4e                    | Ben Swift                  | Royaume-Uni           | Sky                     | + 1 min 12 s          |
| 5e                    | Matija Kvasina             | Croatie               | Felbermayr Simplon Wels | + 1 min 15 s          |
| 6e                    | Sergio Henao               | Colombie              | Sky                     | + 1 min 17 s          |
| 7e                    | Francesco Manuel Bongiorno | Italie                | Bardiani CSF            | + 1 min 17 s          |
| 8e                    | Freddy Montaña             | Colombie              | Movistar Team América   | + 1 min 23 s          |
| 9e                    | Franco Pellizotti          | Italie                | Androni Giocattoli      | + 2 min 22 s          |
| 10e                   | Francesco Reda             | Italie                | Idea 2010 ASD           | + 2 min 30 s          |
| modifier              |                            |                       |                         |                       |

## Classements finals

### Classement général final
| Classement général final | Classement général final   | Classement général final | Classement général final  | Classement général final |
|                          | Coureur                    | Pays                     | Équipe                    | Temps                    |
| ------------------------ | -------------------------- | ------------------------ | ------------------------- | ------------------------ |
| 1er                      | Louis Meintjes             | Afrique du Sud           | MTN-Qhubeka               | en 14 h 31 min 42 s      |
| 2e                       | Ben Swift                  | Royaume-Uni              | Sky                       | + 2 s                    |
| 3e                       | Matija Kvasina             | Croatie                  | Felbermayr Simplon Wels   | + 46 s                   |
| 4e                       | Francesco Manuel Bongiorno | Italie                   | Bardiani CSF              | + 1 min 1 s              |
| 5e                       | Davide Rebellin            | Italie                   | CCC Sprandi Polkowice     | + 2 min 31 s             |
| 6e                       | Kanstantsin Siutsou        | Biélorussie              | Sky                       | + 2 min 38 s             |
| 7e                       | Franco Pellizotti          | Italie                   | Androni Giocattoli        | + 2 min 39 s             |
| 8e                       | Simone Stortoni            | Italie                   | Androni Giocattoli        | + 3 min 12 s             |
| 9e                       | Valerio Agnoli             | Italie                   | Équipe nationale d'Italie | + 3 min 33 s             |
| 10e                      | Carlos Quintero            | Colombie                 | Colombia                  | + 3 min 35 s             |
| modifier                 |                            |                          |                           |                          |

### Classements annexes
| Classement par points | Classement par points | Classement par points | Classement par points   | Classement par points |
| --------------------- | --------------------- | --------------------- | ----------------------- | --------------------- |
|                       | Coureur               | Pays                  | Équipe                  | Point(s)              |
| 1er                   | Ben Swift             | Royaume-Uni           | Sky                     | 19 points             |
| 2e                    | Manuel Belletti       | Italie                | Southeast               | 18 pts                |
| 3e                    | Matija Kvasina        | Croatie               | Felbermayr Simplon Wels | 12 pts                |
| modifier              |                       |                       |                         |                       |

| Classement de la montagne | Classement de la montagne | Classement de la montagne | Classement de la montagne | Classement de la montagne |
| ------------------------- | ------------------------- | ------------------------- | ------------------------- | ------------------------- |
|                           | Coureur                   | Pays                      | Équipe                    | Point(s)                  |
| 1er                       | Primož Roglič             | Slovénie                  | Adria Mobil               | 21 points                 |
| 2e                        | Nicola Gaffurini          | Italie                    | MG.Kvis-Vega              | 20 pts                    |
| 3e                        | Davide Ballerini          | Italie                    | Unieuro Wilier            | 14 pts                    |
| modifier                  |                           |                           |                           |                           |

| Classement du meilleur jeune | Classement du meilleur jeune | Classement du meilleur jeune | Classement du meilleur jeune | Classement du meilleur jeune |
|                              | Coureur                      | Pays                         | Équipe                       | Temps                        |
| ---------------------------- | ---------------------------- | ---------------------------- | ---------------------------- | ---------------------------- |
| 1er                          | Simone Petilli               | Italie                       | Unieuro Wilier               | en 14 h 37 min 15 s          |
| 2e                           | Domen Novak                  | Slovénie                     | Adria Mobil                  | + 3 min 29 s                 |
| 3e                           | Søren Kragh Andersen         | Danemark                     | Trefor-Blue Water            | + 8 min 27 s                 |
| modifier                     |                              |                              |                              |                              |

| Classement par équipes | Classement par équipes | Classement par équipes | Classement par équipes |
|                        | Équipe                 | Pays                   | Temps                  |
| ---------------------- | ---------------------- | ---------------------- | ---------------------- |
| 1re                    | Sky                    | Royaume-Uni            | en 43 h 29 min 32 s    |
| 2e                     | Bardiani CSF           | Italie                 | + 17 min 54 s          |
| 3e                     | MTN-Qhubeka            | Afrique du Sud         | + 22 min 39 s          |
| modifier               |                        |                        |                        |

### UCI Europe Tour
Cette Semaine internationale Coppi et Bartali attribue des points pour l'UCI Europe Tour 2015, par équipes seulement aux coureurs des équipes continentales professionnelles et continentales, individuellement à tous les coureurs sauf ceux faisant partie d'une équipe ayant un label WorldTeam.
| Position,          | 1er | 2e | 3e | 4e | 5e | 6e | 7e | 8e | 9e | 10e | 11e | 12e |
| Classement général | 80  | 56 | 32 | 24 | 20 | 16 | 12 | 8  | 7  | 6   | 5   | 3   |
| Par étape          | 16  | 11 | 6  | 5  | 4  | 2  |    |    |    |     |     |     |
| Leader, par étape  | 8   |    |    |    |    |    |    |    |    |     |     |     |

| Cycliste                   | Équipe                  | Général | Étape | Leader | Total |
| -------------------------- | ----------------------- | ------- | ----- | ------ | ----- |
| Louis Meintjes             | MTN-Qhubeka             | 80      | 19    | -      | 99    |
| Matija Kvasina             | Felbermayr Simplon Wels | 32      | 15    | -      | 47    |
| Davide Rebellin            | CCC Sprandi Polkowice   | 20      | 14    | 8      | 42    |
| Manuel Belletti            | Southeast               | -       | 27    | 8      | 35    |
| Francesco Manuel Bongiorno | Bardiani CSF            | 24      | 6     | -      | 30    |
| Francesco Chicchi          | Androni Giocattoli      | -       | 16    | -      | 16    |
| Franco Pellizotti          | Androni Giocattoli      | 12      | 2,5   | -      | 14,5  |
| Carlos Quintero            | Colombia                | 6       | 6     | -      | 12    |
| Grega Bole                 | CCC Sprandi Polkowice   | -       | 11    | -      | 11    |
| Damiano Cunego             | Nippo-Vini Fantini      | -       | 11    | -      | 11    |
| Simone Stortoni            | Androni Giocattoli      | 8       | 2,5   | -      | 10,5  |
| Tomasz Kiendyś             | CCC Sprandi Polkowice   | -       | 8     | -      | 8     |
| Adrian Kurek               | CCC Sprandi Polkowice   | -       | 8     | -      | 8     |
| Jarosław Marycz            | CCC Sprandi Polkowice   | -       | 8     | -      | 8     |
| Patrick Clausen            | Trefor-Blue Water       | -       | 6     | -      | 6     |
| Daniele Colli              | Nippo-Vini Fantini      | -       | 6     | -      | 6     |
| Asbjørn Kragh Andersen     | Trefor-Blue Water       | -       | 5     | -      | 5     |
| Francesco Reda             | Idea 2010 ASD           | 5       | -     | -      | 5     |
| Nicola Ruffoni             | Bardiani CSF            | -       | 5     | -      | 5     |
| Edwin Ávila                | Colombia                | -       | 4     | -      | 4     |
| Bartłomiej Matysiak        | CCC Sprandi Polkowice   | -       | 4     | -      | 4     |
| Steve Cummings             | MTN-Qhubeka             | -       | 3     | -      | 3     |
| Jonathan Monsalve          | Southeast               | 3       | -     | -      | 3     |
| Jacques Janse van Rensburg | MTN-Qhubeka             | -       | 3     | -      | 3     |
| Marco Frapporti            | Androni Giocattoli      | -       | 2,5   | -      | 2,5   |
| Serghei Tvetcov            | Androni Giocattoli      | -       | 2,5   | -      | 2,5   |
| Fabio Duarte               | Colombia                | -       | 2     | -      | 2     |
| Rino Gasparrini            | Unieuro Wilier          | -       | 2     | -      | 2     |
| Francesco Gavazzi          | Southeast               | -       | 2     | -      | 2     |
| Brayan Ramírez             | Colombia                | -       | 2     | -      | 2     |
| Ildar Arslanov             | RusVelo                 | -       | 1     | -      | 1     |
| Alexander Evtushenko       | RusVelo                 | -       | 1     | -      | 1     |
| Artem Ovechkin             | RusVelo                 | -       | 1     | -      | 1     |
| Alexander Serov            | RusVelo                 | -       | 1     | -      | 1     |

## Évolution des classements
| Étape              | Vainqueur               | Classement général | Classement par points | Classement de la montagne | Classement du meilleur jeune | Classement par équipes |
| ------------------ | ----------------------- | ------------------ | --------------------- | ------------------------- | ---------------------------- | ---------------------- |
| 1a                 | Manuel Belletti         | Manuel Belletti    | Manuel Belletti       | Gianfranco Zilioli        | Davide Ballerini             | Southeast              |
| 1b                 | CCC Sprandi Polkowice A | Davide Rebellin    | Manuel Belletti       | Gianfranco Zilioli        | Ildar Arslanov               | CCC Sprandi Polkowice  |
| 2                  | Ben Swift               | Ben Swift          | Ben Swift             | Nicola Gaffurini          | Søren Kragh Andersen         | Sky                    |
| 3                  | Francesco Chicchi       | Ben Swift          | Manuel Belletti       | Nicola Gaffurini          | Søren Kragh Andersen         | Sky                    |
| 4                  | Louis Meintjes          | Louis Meintjes     | Ben Swift             | Primož Roglič             | Simone Petilli               | Sky                    |
| Classements finals | Classements finals      | Louis Meintjes     | Ben Swift             | Primož Roglič             | Simone Petilli               | Sky                    |

## Liste des participants
- Liste de départ complète

| Légende                             | Légende                                                                                                  | Légende                                | Légende                                                                                                  |
| ----------------------------------- | --- | -------------------------------------- | --- |
| Num                                 | Dossard de départ porté par le coureur sur cette Semaine internationale Coppi et Bartali                 | Pos                                    | Position finale au classement général                                                                    |
| Leader du classement général        | Indique le vainqueur du classement général                                                               | Leader du classement par points        | Indique le vainqueur du classement par points                                                            |
| Leader du classement de la montagne | Indique le vainqueur du classement de la montagne                                                        | Leader du classement du meilleur jeune | Indique le vainqueur du classement du meilleur jeune                                                     |
|                                     | Indique un maillot de champion national ou mondial, suivi de sa spécialité                               | #                                      | Indique la meilleure équipe                                                                              |
| NP                                  | Indique un coureur qui n'a pas pris le départ d'une étape, suivi du numéro de l'étape où il s'est retiré | AB                                     | Indique un coureur qui n'a pas terminé une étape, suivi du numéro de l'étape où il s'est retiré          |
| HD                                  | Indique un coureur qui a terminé une étape hors des délais, suivi du numéro de l'étape                   | *                                      | Indique un coureur en lice pour le classement du meilleur jeune (coureurs nés après le 1er janvier 1993) |